# Camanchaca

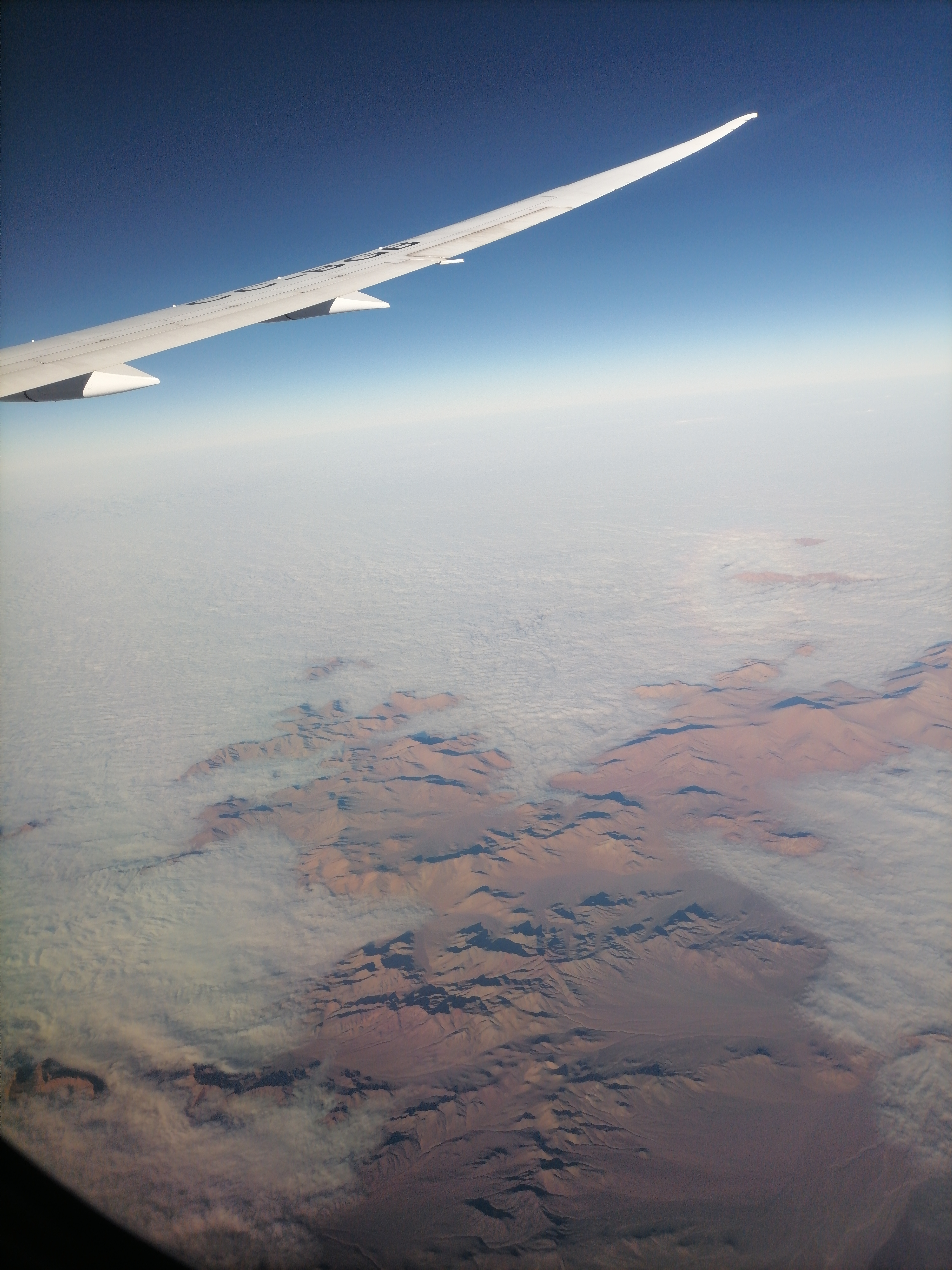
La camanchaca, neblina sobre el desierto de Atacama. Chile.

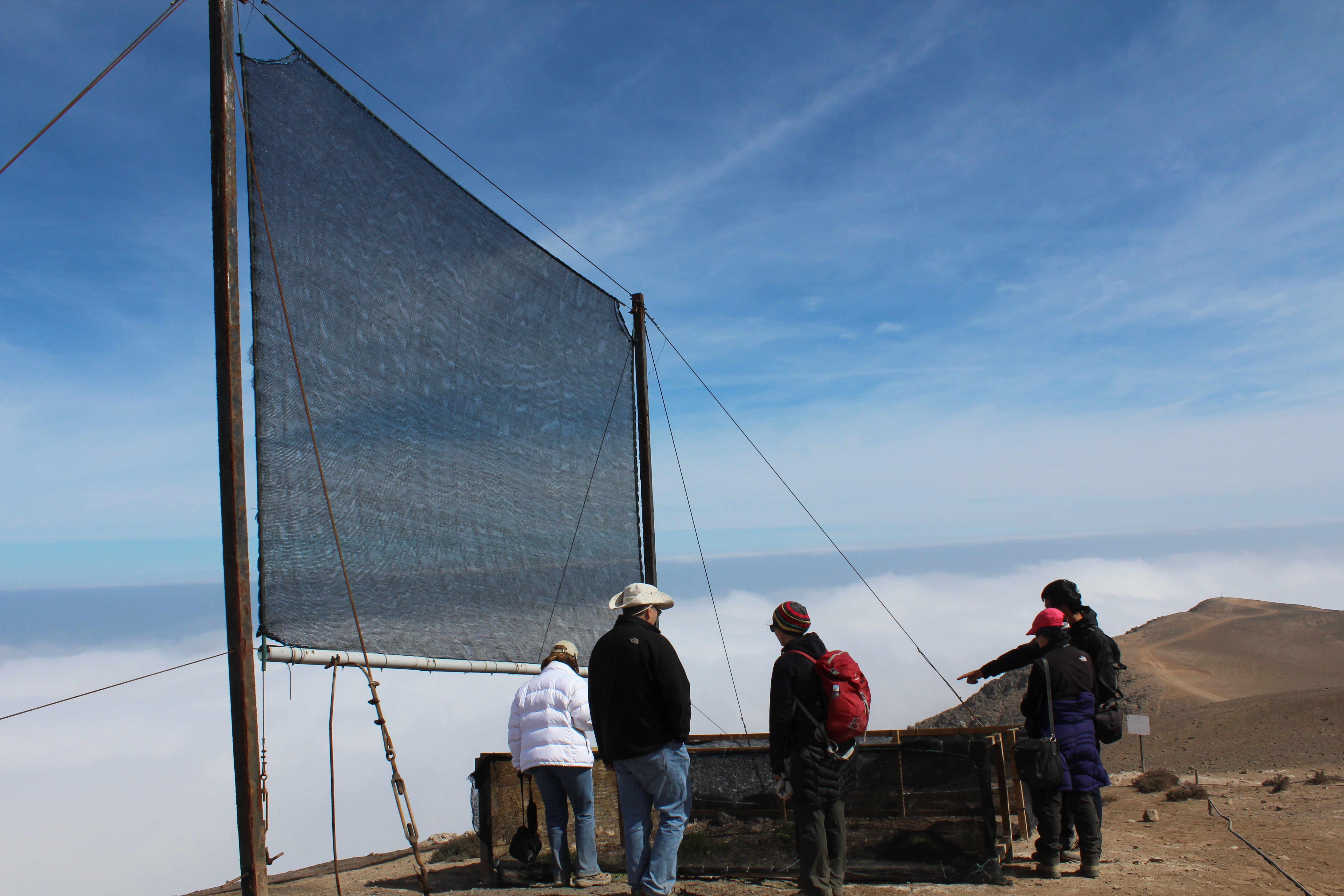
Atrapanieblas en Alto Patache.

La camanchaca (aimara: kamanchaka, «oscuridad») es un tipo de neblina costera, dinámica y muy copiosa. La camanchaca se produce generalmente en el sur del Perú y en el norte de Chile.
Es un banco de nubes estratocúmulos que se forma en la costa chileno-peruana, cerca del desierto de Atacama. A medida que avanza tierra adentro hacia las montañas, la camanchaca se convierte en una espesa niebla que no produce lluvia. Las gotas que forman la nube/niebla miden entre 1 y 40 micras de diámetro, demasiado finas para formar gotas de lluvia. En algunos lugares de la costa chilena se usan dispositivos, llamados atrapanieblas, para captar agua de la camanchaca.
Durante el día el mar absorbe calor irradiado por el sol actuando como moderador térmico. Durante la noche y la madrugada libera este calor, que a la vez produce vapor. Este vapor en la mañana no sube lo suficiente a causa del anticiclón del Pacífico Sur, este vapor permanece y es exactamente igual que la vaguada costera, o niebla costera. A medida que transcurre el día, esta vaguada se calienta con el sol y se eleva, como nube orográfica, la que finalmente es dispersada por la alta presión del anticiclón del Pacífico. 